# 坂井政尚
坂井政尚（生年不詳—1570年12月23日）是日本戰國時代的武將。織田氏家臣。
出身有諸種説法，一說指是丹羽郡樂田村（『張州府志』、『尾張志』等）；一說指美濃國（『御湯殿上日記』）。另外，與清洲織田氏的家老坂井大膳等坂井氏的關係不明，不過因為織田家中有多個坂井姓家臣，被認為是同族。

## 生平
生年不詳。最初仕於美濃齋藤氏，後來轉仕織田信長（『武家事紀』、『太閤記』）。永祿11年（1568年），主君信長上洛。同年9月28日，與柴田勝家、蜂屋賴隆、森可成一同擔任大將，進攻勝龍寺城的岩成友通（『信長公記』），與勝家等人一同得到超過五十個首級。此後，與勝家、賴隆、可成、以及佐久間信盛一同以奉行身份，在京都和畿內負責禁制和税收等行政。
永祿12年（1569年），跟隨信長進攻伊勢國，擔任大將（大河內城之戰）。（『信長公記』）
元龜元年（1570年）6月21日，信長進攻江北的淺井長政，在此戰中，攻至小谷城的小谷山山麓，並火攻町（『信長公記』）。同月28日，在朝倉義景派遣援軍救援小谷城後，雙方在姉川開戰，在此戰中，擔任織田軍先鋒，因為大意而陷入苦戰，嫡子尚恒（久藏）戰死（姉川之戰）。
9月16日，在志賀之陣中，主動請求參戰，不過戰事陷入膠著狀態，變成包圍比叡山的持久戰。11月25日，因為堅田的豬飼昇貞降伏，與安藤右衛門佐、桑原平兵衛一同進駐堅田後，受在比叡山死守的前波景當等朝倉軍反擊，部隊被孤立，雖然奮戰並殺死景當等，最後戰死。

## 人物
- 被評為「一人當千之功，高名無與倫比」（一人当千の働き、高名比類なきところ）。（『信長公記』）

## 子孫
死後，次男越中守成為繼承人，不過越中守在本能寺之變中，跟隨主君織田信忠戰死，從此斷絕。